# Francisco Fadul
Francisco José Fadul (15 dicembre 1953) è un politico guineense.
È stato Primo ministro della Guinea-Bissau dal dicembre 1998 al febbraio 2000.